# Riunione di famiglia
Riunione di famiglia (En mand kommer hjem) è un film del 2007 diretto da Thomas Vinterberg.

## Trama
Sebastian è un giovane cameriere di un albergo. La sua vita viene sconvolta quando la madre gli rivela che il padre non è morto come lui aveva sempre creduto, bensì un famoso cantante che si trova in città per i festeggiamenti dell'anniversario della nascita della loro città.